# شاخص نفت خام
شاخص نفت خام (انگلیسی: Benchmark crude)، معیار نفت خام یا نشانگر نفت خام شاخصی است که به عنوان قیمت مرجع خریداران و فروشندگان نفت خام عمل می‌کند. وست تگزاس اینترمیدیت، نفت برنت و نفت خام دبی سه شاخص اصلی قیمت نفت خام هستند. دیگر شاخص‌های شناخته شده شامل سبد اوپک، نفت خام تاپیس سنگاپور، نفت سبک بانی نیجریه، نفت اورال روسیه و ایستموس مکزیک می‌شود.